# Helicon Records

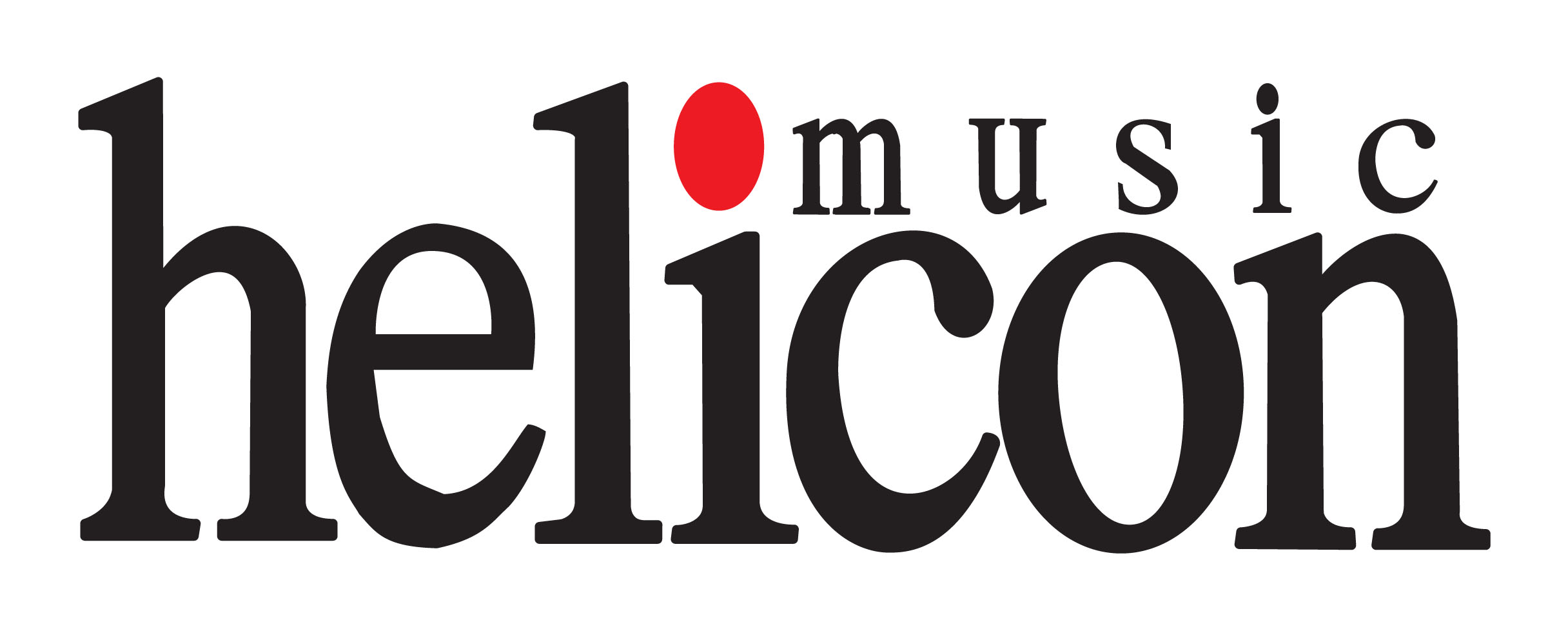
Logo

Helicon Records (Hebreeuws: הליקון) is een platenlabel dat in 1985 werd opgericht in Israël. De oprichters waren Itzik Alsheikh en Ronny Brown. Behalve dat ze platenlabel zijn voor talloze Israëlische artiesten (bijvoorbeeld Idan Raichel, Ivri Lider en Arik Einstein) distribueert Helicon ook veel buitenlandse artiesten in Israël, zoals Robbie Williams en Porcupine Tree.

## Sublabels
- Big Foot Records
- TACT Records